# Rajd Wisły 1998
Rajd Wisły 1998 – 46. edycja Rajdu Wisły. Był to rajd samochodowy rozgrywany od 18 do 19 września  1998 roku. Była to szósta runda Rajdowych Samochodowych Mistrzostw Polski w roku 1998 oraz czterdziesta czwartą rundą Rajdowych Mistrzostw Europy w roku 1998. Rajd składał się z dwudziestu czterech odcinków specjalnych.

## Wyniki końcowe rajdu
| Miejsce                                         | Kierowca                                        | Pilot                                           | Samochód                                        | Czas                                            | Strata                                          | Grupa Klasa                                     |
| Klasyfikacja generalna, ERC i mistrzostw Polski | Klasyfikacja generalna, ERC i mistrzostw Polski | Klasyfikacja generalna, ERC i mistrzostw Polski | Klasyfikacja generalna, ERC i mistrzostw Polski | Klasyfikacja generalna, ERC i mistrzostw Polski | Klasyfikacja generalna, ERC i mistrzostw Polski | Klasyfikacja generalna, ERC i mistrzostw Polski |
| ----------------------------------------------- | ----------------------------------------------- | ----------------------------------------------- | ----------------------------------------------- | ----------------------------------------------- | ----------------------------------------------- | ----------------------------------------------- |
| 1                                               | Janusz Kulig                                    | Jarosław Baran                                  | Renault Mégane Maxi                             | 2:14:11.8                                       | -                                               | A7                                              |
| 2                                               | Robert Gryczyński                               | Tadeusz Burkacki                                | Toyota Corolla WRC                              | 2:14:45.6                                       | +33.8                                           | A8                                              |
| 3                                               | Cezary Fuchs                                    | Robert Ziemski                                  | Toyota Celica GT-Four                           | 2:18:54.8                                       | +4:43.0                                         | A8                                              |
| 4                                               | Robert Herba                                    | Jacek Rathe                                     | Mitsubishi Lancer Evo V                         | 2:19:27.0                                       | +5:15.2                                         | N4                                              |
| 5                                               | Piotr Świeboda                                  | Artur Skorupa                                   | Mitsubishi Lancer Evo IV                        | 2:21:19.4                                       | +7:07.6                                         | N4                                              |
| 6                                               | Wojciech Zaborowski                             | Tomasz Malec                                    | Mitsubishi Lancer Evo III                       | 2:21:35.0                                       | +7:23.2                                         | N4                                              |
| 7                                               | Jerzy Wierzbołowski                             | Bogusław Lepiarz                                | Ford Escort RS Cosworth                         | 2:24:23.2                                       | +10:11.4                                        | A8                                              |
| 8                                               | Zbigniew Stec                                   | Stanisław Bazan                                 | Mitsubishi Lancer Evo V                         | 2:25:10.1                                       | +10:58.3                                        | N4                                              |
| 9                                               | Jarosław Pineles                                | Miroslaw Knapik                                 | Mitsubishi Lancer Evo IV                        | 2:26:33.3                                       | +12:21.5                                        | N4                                              |
| 10                                              | Damian Gielata                                  | Maciej Baran                                    | Škoda Felicia Kit Car                           | 2:27:14.3                                       | +13:02.5                                        | A6                                              |